# Танець епохи Відродження
Танці епохи Відродження належать до широкої групи історичних танців . В епоху Відродження існувало розмежування народних та придворних танців. Придворні танці вимагали, щоб танцюристи багато тренувались та часто використовувались для демонстрації та розваг, тоді як народні танці міг танцювати кожен. При дворі, офіційні розваги часто супроводжувались багатогодинними народними танцями, до яких могли приєднатися всі присутні. Танці, описані як народні, такі як Чіарантана чи Чіаранзана, залишалися популярними протягом тривалого періоду — понад два століття конкретно цей напрямок танцю. Ренесансний танець можна уподібнити балу.
Інформація щодо придворних танців збереглася краще, ніж про народні танці, оскільки їх збирали майстри танцю у рукописах та пізніше у друкованих книгах. Найдавніші рукописи, що збереглися та містять детальні інструкції з танцю, — з Італії 15 століття. Найдавніші друковані посібники з танців походять з Франції та Італії кінця 16 століття. Найдавніші описи танців в Англії походять із рукопису Греслі бл. 1500 (в Дербіширському бюро записів, D77 B0x 38 pp 51–79) . Вони були опубліковані як «Шервелл Твій Вайн (покажи свою радість): Танці Англії п'ятнадцятого століття з рукопису Греслі». Перше друковане англійське джерело з'явилося в 1651 році, перше видання Плейфорд .
Танці в джерелах епохи Відродження сильно різняться за своєю сутністю. Вони бувають як повільними, урочистими —  Бас-данс, павана (і близьке їй пассамеццо), алеманда, — так і швидкими, жвавими — сальтарелло, гальярда, турдіон, куранти, канаріо. Перші, де танцюристи не відриваються від землі обидві ноги одночасно, стали називатися «нижніми» або «низькими танцями», тоді як другі, енергійні, з стрибками і підйомами (елементами підтримки) партнерки, в основному відносяться до «високим танців». Королева Єлизавета I полюбляла гальярд, а ла-спаньолетта була фаворитом придворних.
Виняток становить танець під назвою піва, який, не дивлячись на високий темп, відноситься до нижніх танців. Деякі з ренесансних танців хореографічно канонічні, в інших закладений простір для імпровізації. Один з парних танців, вольта, що вважається похідним від Гальярдо, має на увазі досить велику близькість між чоловіком і жінкою, оскільки при виконанні партнер тримає жінку в повітрі на 3/4 повороту. Інші танці, такі як бранль виконуються безліччю людей в хороводна ладі (в колі або в ряду).
```
[
2
]
 
Королева Єлизавета I
 полюбляла 
гальярд
, а 
ла-спаньолетта
 була фаворитом придворних. 
[
3
]
```

В кінці епохи зафіксовані особливі танцювальні різновиди, в яких виявляються елементи одночасно високих (таких як сальтарелло) і низьких (таких як павана) танців — каскарда, спаньолетта.
В Італії XVI століття поширилася мода на танцювальну послідовність, так звану балло (італ. Ballo — «танець»), в якій більш пізні гальярда і каскарда замінили сальтарелло, яке війшло з моди.
Традиція протиставлення повільного танцю-ходи («низький танець») і живого стрибкового танцю («високий танець») породила таку музичну форму, як сюїта, яка, в свою чергу, вплинула на становлення сонатної форми.

## Італійський танець 15 століття
Наші знання про італійські танці 15 століття походять, головним чином, із збережених творів трьох італійських менторів танцю: Доменіко да П'яченца, Антоніо Корнаццано та Гульєльмо Ебрео да Пезаро . Їх робота стосується подібних кроків та танців, хоча певна еволюція може бути помітна. Основними описаними типами танців є бас-данс та балетті . Це найдавніші європейські танці, які мають бути добре задокументовані, оскільки ми добре розуміємо використовувані хореографії, кроки та музику.

## Галерея
|  |  |  |

### Сучасне виконання
Існує багато груп, які відтворюють історичну музику та танці з епохи Відродження
- Коло раннього танцю — це парасольова група для раннього танцю у Великій Британії
- Ренесансні виноски, британська танцювальна група, що відтворює танці епохи Відродження